# Макије (Кјети)
Макије (итал. Macchie) је насеље у Италији у округу Кјети, региону Абруцо.
Према процени из 2011. у насељу је живело 104 становника. Насеље се налази на надморској висини од 475 м.